# Tokugawa Iemochi

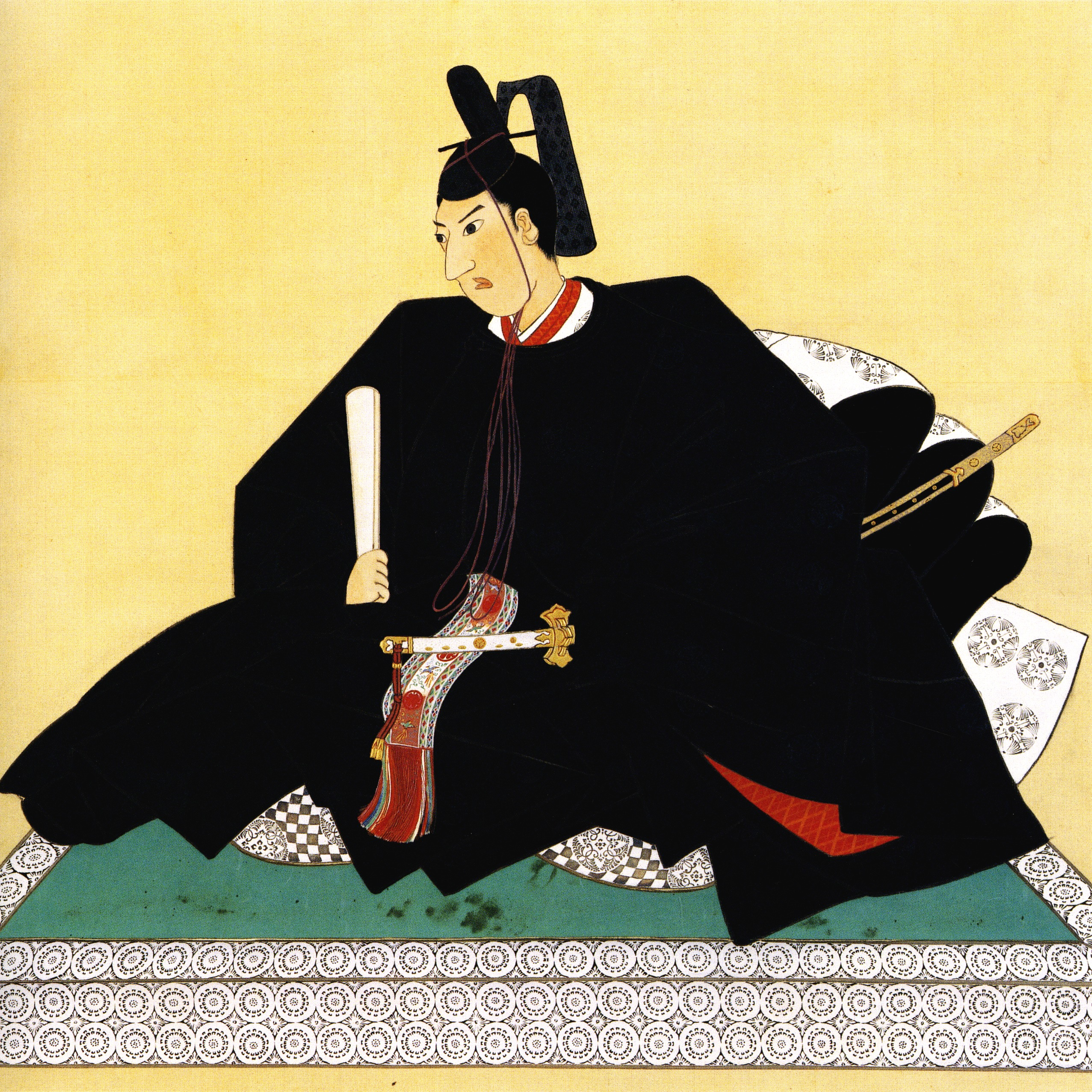
Tokugawa Iemochi

Tokugawa Iemochi (jap. 徳川 家茂; * 17. Juli 1846; † 29. August 1866) war von 1849 bis 1858 der Daimyō des Kii-han (heute: Wakayama) und von 1858 bis 1866 der vorletzte Shōgun Japans.
1849 wurde der aus der Kishū-Linie der Tokugawa stammende Yoshitomi zum künftigen Erben des kinderlosen Shōguns Tokugawa Iesada eingesetzt und nahm den Namen Iemochi an. Nach dem Tod Iesadas gelangte Tokugawa Iemochi letztlich mit Unterstützung der Fudai an die Macht. Seine Regierungszeit fiel in die letzte Phase der Edo-Zeit, die von so vielen Umbrüchen gekennzeichnet ist, dass sie oft als eigene Zwischenepoche, als Bakumatsu bezeichnet wird. Der japanische Begriff bedeutet übersetzt „Ende des Shōgunats“. Sie begann unter seinem Vorgänger mit der Ankunft der „schwarzen Schiffe“ von Commander Perry 1853. Kurz vor Tokugawa Iemochis Regierungsantritt erfolgte die Unterzeichnung des Harris-Vertrags mit den Vereinigten Staaten. 1861 ratifizierte Tokugawa Iemochi selbst in Edo den preußisch-japanischen Freundschafts-, Handels- und Schifffahrtsvertrag. Während das deutsche Original der Urkunde heute in Verwahrung des Geheimen Staatsarchives Preußischen Kulturbesitzes in Berlin ist, ging das japanische Original beim großen Erdbeben des Jahres 1923 durch den Folgebrand verloren.
Die scheinbare Nachgiebigkeit des Shōguns gegenüber dem Ausland führte zur Spaltung der Samurai: Während sich die einen für eine gewaltsame Vertreibung der Fremden einsetzten und für eine Reform des Herrscherhauses und der Gesellschaft eintraten, befürworteten andere die Beibehaltung des Bakufu und der bestehenden japanischen Feudalordnung. Sie war auch Ausgangspunkt für die oppositionelle Sonnō-jōi-Bewegung („Verehrt den Kaiser, hinweg mit den Barbaren“). Unter Iemochis Nachfolger endete die Herrschaft der Shōgune mit der Rückgabe der Macht an den Tennō 1867, der sogenannten Meiji-Restauration.